# Lovitura de stat de la 10 februarie 1938
Lovitura de stat de la 10 februarie 1938 a fost acțiunea prin care regele Carol al II-lea a demis guvernul condus de Octavian Goga și a proclamat dictatura regală.

## Context

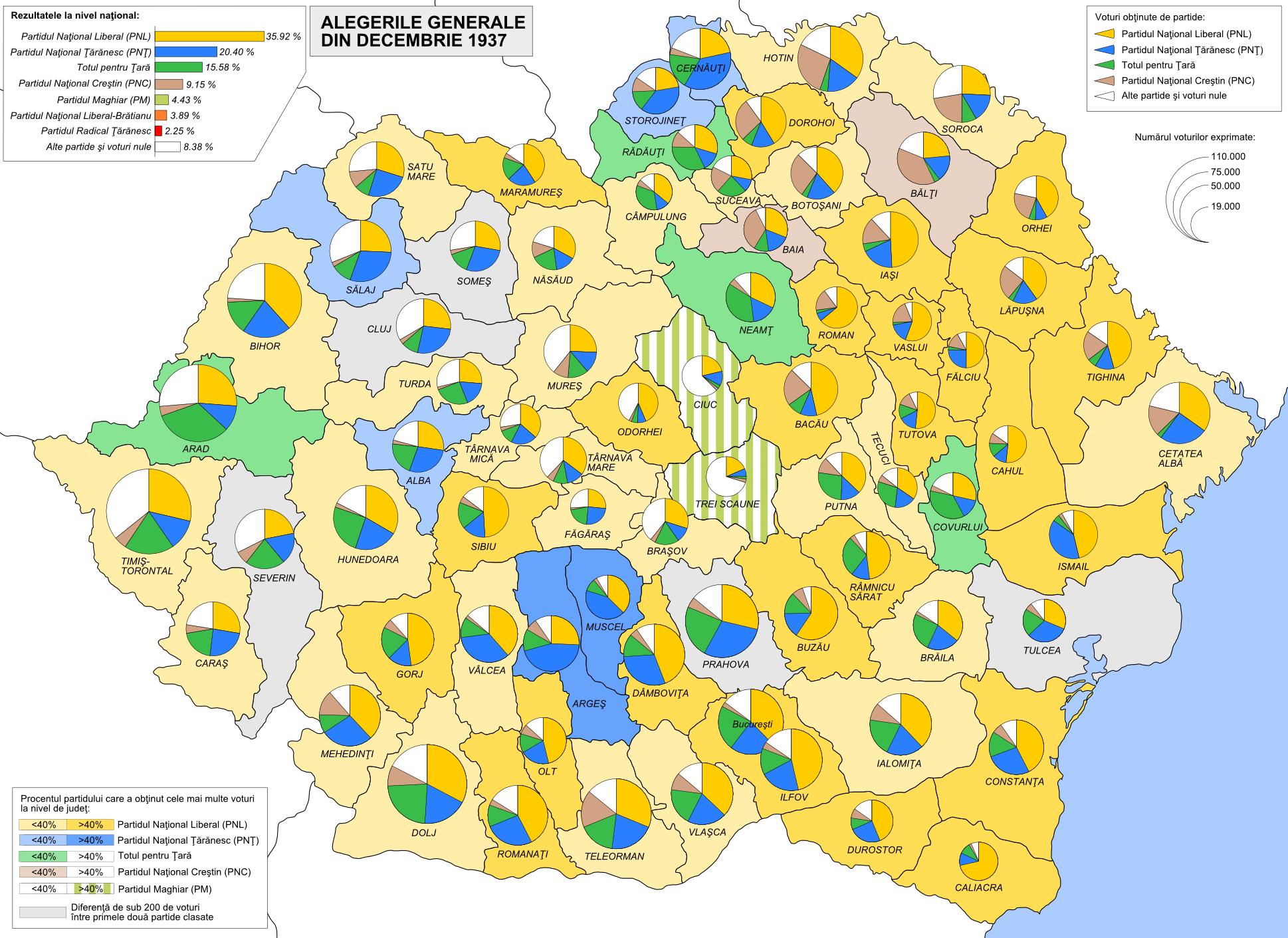
Rezultatele alegerilor din 1937

În urma Alegerilor din 1937, 2 partide de extrema dreaptă au intrat în parlament: Totul pentru Țară și Partidul Național Creștin. Cum regele Carol era într-un conflict cu legionarii, acesta îl pune premier pe Octavian Goga. 

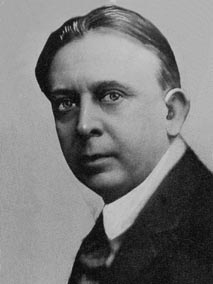
Octavian Goga

Guvernul Octavian Goga a avut o activitate puternic-antisemită și pro-germană, în ciuda faptului că regele a impus în guvern și pro-occidentali (de exemplu Armand Călinescu la interne. Guvernul Goga a retras cetățenia a peste o treime din evreii români, a închis ziarele „Adevărul”, „Dimineața” și „Lupta” (acuzate ca fiind de "orientare evreiască"). Din cauza violențelor cauzate atât de legionari, cât și de lăncieri (organizația paramilitară a PNC-ului), România ajunsese să aibă atât probleme pe plan intern (fiind în pragul unui război civil), cât și pe plan extern (din cauza politicii pro-naziste și antioccidentale a lui Octavian Goga).

## Lovitura de stat

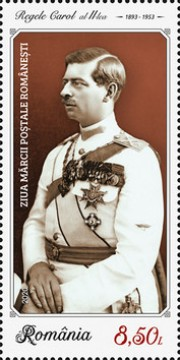
Regele Carol al II-lea

Când a aflat de acordul secret dintre Octavian Goga și Corneliu Zelea Codreanu, prin care cei doi voiau să formeze o alianță, regele Carol al II-lea al României a forțat imediat demiterea Guvernului Goga. A fost instaurant un guvern de tehnocrați condus de patriarhul Miron Cristea. 

## Urmări

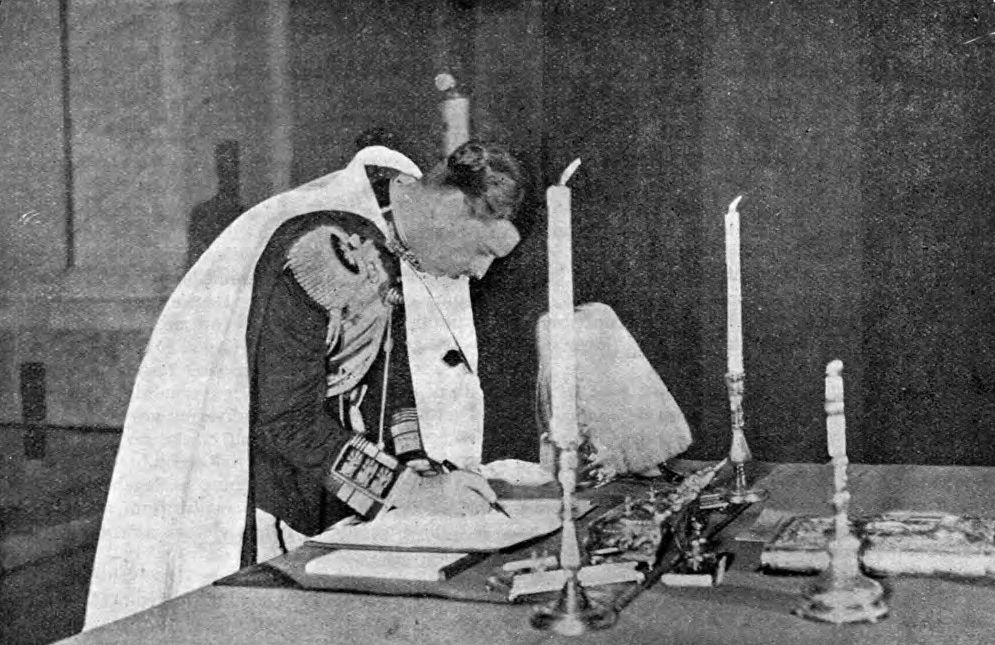
Carol al II-lea semnând noua constituție

Regele Carol al II-lea a instaurat dictatura regală. Pe 24 februarie a fost publicată o nouă constituție. Au început represaliile antilegionare, fiind omorât chiar și "căpitanul" gărzii de fier, și anume Corneliu Zelea Codreanu (legionarii "s-au răzbunat" ulterior, omorându-l pe Armand Călinescu, Nicolae Iorga și alți demnitari din epoca carlistă). 
Pe 16 decembrie 1938, a fost creat Frontul Renașterii Naționale, care a fost partidul unic.

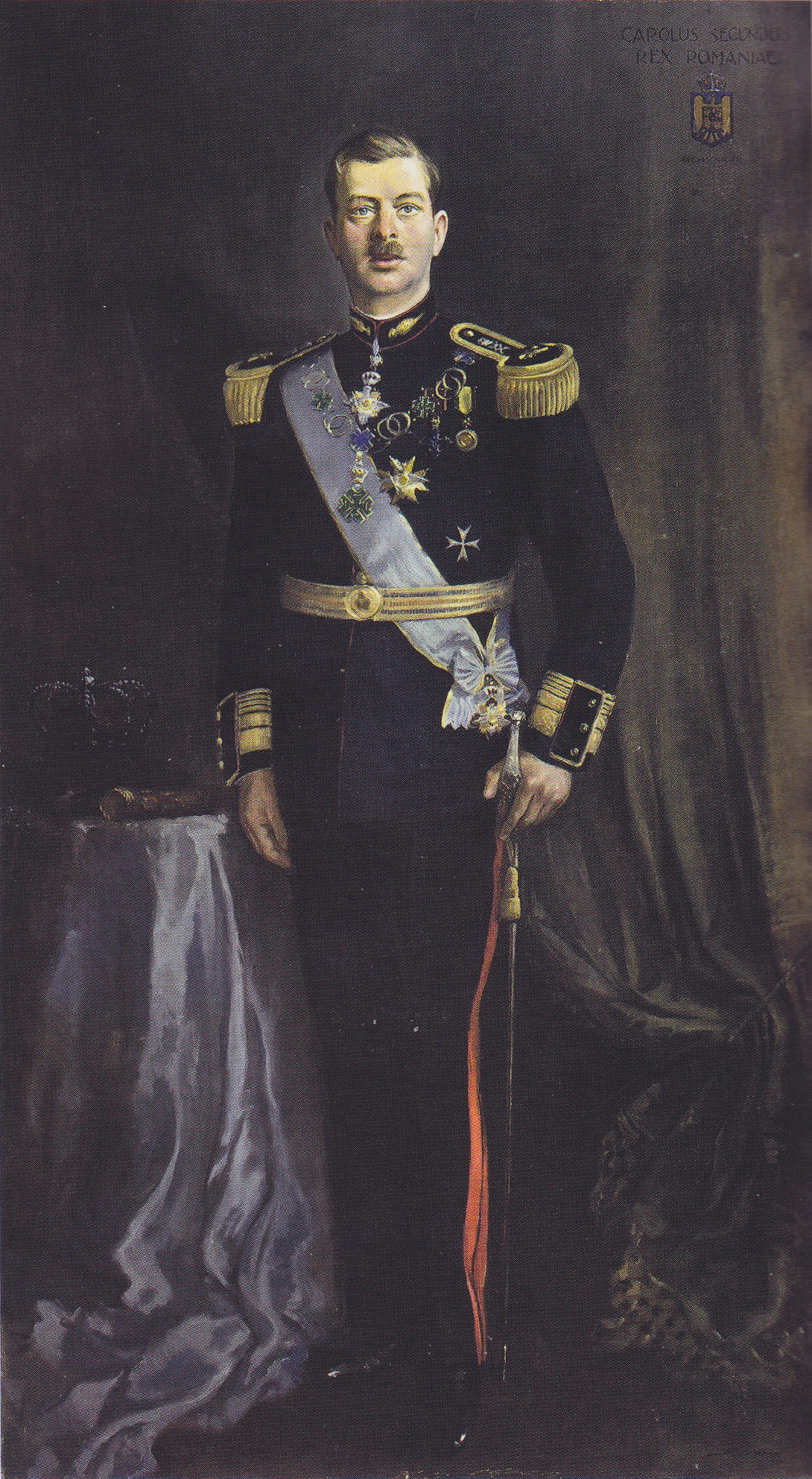
Carol al II-lea, tablou oficial

A început totodată și cultul personalității lui Carol al II-lea.